# Mirko Vučinić
Mirko Vučinić (* 1. říjen 1983, Nikšić, Černá Hora, Jugoslávie) je bývalý černohorský fotbalový útočník a reprezentant.
Celkem 7× vyhrál v Černé Hoře ocenění Fotbalista roku, konkrétně v letech 2006–2008 a 2010–2013.

## Klubová kariéra
V sezóně 2004/05 dokázal vstřelit během osmadvaceti zápasů 19 gólů, a stal se tak pátým nejlepším střelcem sezóny Serie A. Největších úspěchů v AS Řím dosáhl v sezónách 2006/07, 2007/08 a 2009/10, kdy tým dosáhl třikrát na druhé místo. Vučinić k úspěchům římského týmu přispěl celkem 35 góly.
Ve 29. kole Serie A sezóny 2012/13 v březnu 2013 zařídil dvěma góly vítězství 2:0 nad domácí Boloňou.

## Reprezentační kariéra
Jako jeden ze dvou fotbalistů narozených v Černé Hoře (tím druhým byl Dragoslav Jevrić) figuroval ve výběru Srbska a Černé Hory na mistrovství světa v Německu 2006. Turnaje se však nakonec neúčastnil, jelikož si před ním přivodil zranění. Po vzniku samostatné Černé Hory se stal kapitánem jejího národního týmu. Se svými 17 reprezentačními góly je tamějším historicky nejlepším střelcem.